# Dub pýřitý

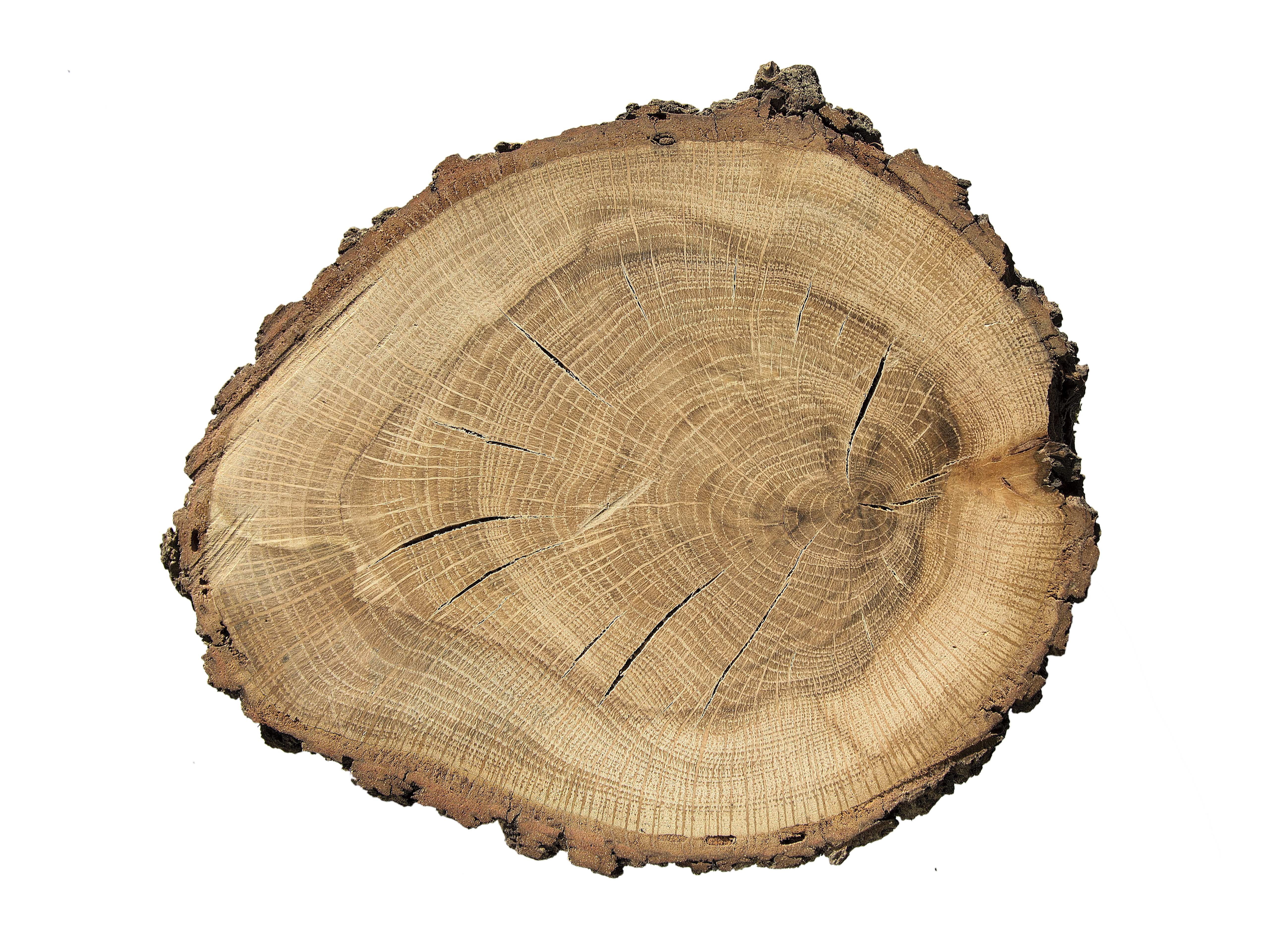
Dřevo dubu pýřitého

Dub pýřitý neboli šípák, méně často šipák (Quercus pubescens) je zpravidla nízký strom (do 15 m), na extrémních stanovištích i velmi zakrslého až keřovitého vzrůstu. Letorosty jsou plstnaté. Listy jsou zřetelně řapíkaté, laločnaté, na bázi srdčitě zaokrouhlené až klínovité. V mládí jsou oboustranně plstnaté, později svrchu olysávají. Žaludy zpravidla přisedlé nebo krátce stopkaté, úzce vejcovité.

## Synonyma
- Quercus lanuginosa Thuill.
- Quercus sessiliflora Salisb. var. lanuginosa (Thuil.) Lam. et DC.

## Rozšíření
Dub pýřitý je rozšířen na vhodných lokalitách ve střední, západní a jižní Evropě, kromě jedné izolované lokality při Odře však chybí v celé severní Evropě, dále roste v Malé Asii, na Krymu a na Kavkaze. V Česku ho můžeme najít v nejteplejších pahorkatinách Čech i Moravy, např. v Českém středohoří, v Českém krasu, na Pálavě aj. Obsazuje především vápnité substráty, na extrémně kyselých půdách zpravidla chybí nebo zde roste jen výjimečně. Jeho stanovištěm jsou především bazifilní teplomilné doubravy (ze sv. Quercion pubescenti-petraeae).
Z jižní Moravy je také udáván blízce příbuzný druh dub jadranský (Quercus virgiliana). Taxonomickou hodnotu tohoto druhu však někteří botanici zpochybňují.